# Android Lollipop
Андроид лолипоп је верзија Андроид оперативног система коју је направио Гугл. Представљена је 25. јуна 2014. године, током Гуглове развојно-програмерске конференције (енгл. Google I/O), постала је доступна бежичним путем, тзв. овер-д-ер (енгл. Over The Air, путем ваздуха) надоградње 12. новембра 2014. године, за одабране уређаје које Гугл одређује (као што су Нексус и Гугл плеј уређаји). Изворни код је доступан од 3. новембра 2014. године.
Једна од највећих промена у односу на претходне верзије је редизајниран кориснички интерфејс, који је базиран над Гугловим референцама, познатијим као материјал дизајн (енгл. material design). Друге промене укључују побољшана обавештења, којим се сада може приступити преко екрана за закључавање. Такође, обавештења се сада појављују у апликацијама преко банера. Гугл је направио и унутрашње промене у оперативном систему са тзв. АРТ-ом, који мења Далвик. Промена побољшава перформансе апликација, као и оптимизацију потрошње енергије и самим тим побољша дужину трајања батерије, познатију као Пројекат Волта.

## Развој
Андроид 5.0 је представљен под именом „Андроид лолипоп” 25. јуна 2014. године, током презентације Гугл И/О развојне конференције. Уз нову верзију Андроид оперативног система, презентација се фокусира на новим платформама базираним на Андроиду укључујући Андроид ТВ, Андроид Ауто, оперативном систему за сатове Андорид Вер и апликацији која прати кретање и активности људи Гугл Фит.
Део презентације је био посвећен дизајну корисничког интерфејса назван "енгл. material design". Сада као главни мотиви дизајна су картице као што су први пут уведене у Гугл нау апликацији, са анимацијама које су коначно идентичне кроз цео кориснички интерфејс. Дизајнер Матијас Дуарте је објаснио да, за разлику од „правог” папира, дигитални материјал може да се мења у складу са нашим потребама на интелигентан начин. Папир има површину и ивице које можемо додирнути, тако да су сенке у корисничком интерфејсу коришћене да би дочарале илузију да се користи папир тј. неки стваран материјал, а не дигитални садржај. Овај дизајн неће се само користити у Андороид лолипопу, већ кроз све Гуглове апликације, веб садржај, пружајући исти доживљај користећи било које Гуглове услуге.

## Карактеристике
У Андроиду 5.0 освежен је изглед и функционалност система обавештења. Свако обавештење се приказује помоћу картица, а више обавештења је могуће груписати по апликацијама које су и издале обавештења. Обавештења се сада приказују и на екрану закључавања као картице, а појављују се и у апликацијама преко банера. Без узнемиравања је такође новина у Андроиду, преко кога је могуће на одређени или неодређени период икључити нотификације било ког типа. Мени са скоро коришћеним апликацијама је такође редизајниран као тродимензионални скуп картица које представљају коришћене апликације. Апликација може да прикаже више картица, за разлику од претходних верзија Андроида где је једна апликација представљала једну картицу нпр. веб претраживач може помоћу засебних картица да прикаже све табове који су отворени.
Андроид лолипоп садржи велики број новина за развој апликација, са преко 5.000 АПИ-ја. На пример, могуће је сачувати слике у РАВ формату. Додат је и Далвик (енгл. Dalvik), замењен АРТ-ом као нови начин на који софтвер комуницира са хардвером, који је био представљен у Кит Кет верзији Андроида као додатну могућност поред Далвика па је корисник сам могао да изабере између та два
АРТ подржава и 32-битне и 64-битне процесоре. За разлику од Далвика, АРТ компајлира апликације приликом инсталације исте, и самим тим смањује оптерећење на процесору прилиоком покретања апликација и самим тим скраћено је време покретрања исте. Једина мана је то што сада цео систем заједно са апликацијама користи много више меморије за складиштење на уређају, па уређаји који имају малу меморију и/или немају могућност проширења, врло могуће је да након инсталације оперативног система неће бити меморијског простора за апликације или чак функционисање оперативног система, стога Гугл препоручује да уређај има најмање 3 гигабајта меморије да би оперативни систем могао правилно да функционише.
Андроид лолипоп је донела и Пројекат Волта, који би требало да побољша трајање батерије. Као део тог пројекта, уведен је програм који оптимизује систем и гаси непотребне апликације и податаке у позадини да би знатно продужио трајање батерије. Овај програм се може активирати аутоматски при одређеном нивоу преостале енергије у батерији или га корисник може сам активирати. Такође, уведена су подешавања да се одређени процеси извршавају само када је активиран Вај-фај, као и групно извршавање процеса чијим би се коришћењем ограничило када и колико се користи пренос података путем интернета. Нови развојни алат, назван Историја батерије, може омогућити развојницима додатни увид у то како њихова апликација користи хардверске ресурсе у реалном времену.

## Доступност
Преглед Андроида Лизалице је био доступан 26. јуна 2014. године за Нексус 5 и Нексус 7 уређаје. Друга верзија прегледа Андроида Лизалице је била доступна 7. августа 2014. године, заједно са бета верзијом Гугл Фит апликације.
Дана 15. октобара 2014. године, Гугл је издао званично обавештење да ће се нова верзија Андроида звати Андроид лолипоп са бројном вредношћу 5.0. Гугл је такође представио Нексус 6 који је направила Моторола и Нексус 9 који је направила ХТЦ корпорација, као и уређаје који ће први имати најновију верзију Андроид оперативног система. Гугл је такође изјавио да ће Нексус 4.5.7 и 10 и сви Гугл плеј уређаји бити надограђени на Андорид лолипоп у року од пар недеља. Надоградња за остале уређаје ће зависити од произвођача тих уређаја због имплементације својих корисничких интерфејса.
Потпуни изворни код је био доступан на АОСП-у (енгл. AOSP, Android Open Source Project) 3. новемабра 2014. и самим тим омогућено је да развојници и произвођачи почну да праве своје верзије Андроид лолипопа. Верзија 5.0.1 је пуштена 2. децембара за Нексус уређаје, са пар исправљених багова, као и баг који је захватио Нексус 4 и онемогућавао звук приликом телефонских позива. Верзија 5.0.2 је била само за прву генерацију Нексус 7 уређаја и била је доступна 19. децембра 2014 године.
Андроид 5.1, надограђена верзија Лолипопа, објављена је у фебруару 2015. године, као део Индонезијског лансирања Андроид Ван уређаја. Гугл је званично објавио да ће Андпоид 5.1 бити доступан 9. марта 2015. године.
До априла 2015. године, статистика коју је објавио Гугл показује да 5,4% свих Андроид уређаја, који имају приступ Гугл плеј продавници, користе Андроид лолипоп.

## Апликације
Апликација за телефонирање је освежена у односу на претходну верзију, па сада омогућава и локалне претраге телефона ресторана, продавница, биоскопа итд. Као и из претходне верзије Андроида преинсталиране су Гугл кроум, Гуглов фотоапарат и Гугл Хенгоутс као апликација за размену СМС и ММС порука, као и класичне апликације калкулатор, сат, календар итд.
Дизајн тастатуре је прилагођен изгледу остатка оперативног система, унапређено је препознавање речи током куцања, као и свајп функција уноса текста.
- Изглед тастатуре у Кит Кету и Лолипопу
- Апликација за телефонирање

## Хардвер
Гугл наставља тренд смањивања хардверске захтевности да би оперативни систем могао да ради неометано. Са Андроид лолипопом потребно је да уређај са 32-битном процесором има минимум 512 мегабајта РАМ меморије и 1,5 гигабајта меморије, али Гугл препоручује барем 3 GB меморије за складиштење, док је за уређаје са 64-битним процесором потребно минимум 832 MB РАМ меморије.

## Верзија 5.1
Гугл је званично објавио да ће Андпоид 5.1 бити доступан 9. марта 2015. године.
Као најважнија промена у односу на 5.0, исправљен је баг где је систем користио много више РАМ меморије него што је потребно, тзв. цурење меморије (енгл. Меmory leak). Неки корисници кажу да је проблем исправљен док други кажу да и даље постоји, али са умањеним последицама. Гугл је навео да ће се у верзији 5.1.1 у потпуности исправити проблем са цурењем РАМ меморије. У брзим подешавањима мало је измењен изглед иконица, додата је и функција падајућих менија за Вај-фај и Блутут. Омогућени су ХД позиви преко мрежа које то подржавају. Иако су телефони са две СИМ картице одавно на тржишту, произвођачи су морали сами да имплементирају могућност да Андорид подржава две СИМ картице, док је од 5.1 верзије та могућност уграђена у Андроид. Лолипоп је донела могућност ограничавања на коришћење само једне апликације, док се не притисну одређени тастери за излазак, сада у верзији 5.1 је та могућност знатно олакшана са додатним упутсвима и посебно одвојеној ставци у подешавањима. Док су Епл и Самсунг нудили кориснику могућност да омогући додатни ниво сигурности и закључа телефон док се не унесу одређени подаци, у Андроиду то није било могуће. Та могућност је сада доступна у верзији 5.1, па када се уређај изгуби или га неко украде неће моћи да га користи док не унесе имејл и лозинку, са којом је телефон повезан, чак и након ресетовања телефона на фабричка подешавања. Остале промене су углавном визуелног типа.
- Измењен изглед апликације